# Dorsale wallonne
La dorsale wallonne est un itinéraire traversant en Belgique la Région wallonne d'ouest en est, en suivant la ligne du charbon et de l'industrialisation. La dorsale réunit les principales villes wallonnes. La concentration de la population y est forte. Cette zone part de Mouscron-Tournai en passant par Mons pour rejoindre le sillon Sambre-et-Meuse, Liège et Verviers. 
C'est aussi un ensemble de routes, voies fluiviales et de voies de chemin de fer qui circulent sur ce tracé. Elle est composée des lignes suivantes :
- La ligne 125 Liège - Namur ;
- La ligne 130 Namur - Charleroi ;
- La Ligne 124A entre Charleroi et Marchienne-au-Pont sur quelques kilomètres ;
- La ligne 112 Marchienne-au-Pont - La Louvière ;
- La ligne 118 La Louvière - Mons ;
- Une partie de la ligne 97 entre Mons et Saint-Ghislain ;
- La ligne 78 Saint-Ghislain - Tournai ;
- La ligne 75A Tournai[5] - Mouscron ;

Pour traverser totalement la Wallonie, il faudrait logiquement inclure également la ligne 37 Liège - Verviers - frontière allemande ; la configuration des voies à Liège induirait dans ce cas un changement de front dans cette gare.
La dorsale est parcourue par trois trains IC (exploités par la SNCB):
- Lille et Tournai vers Namur (limité entre Lille et Tournai le week-end) : 1/h
- Mons vers Liège (prolongé jusqu'à Mouscron le week-end) : 1/h
- Namur vers Liège (départ de Bruxelles-Midi via Ottignies) : 1/h en semaine

On dénombre également plusieurs relations locales parcourant ces lignes :
- L entre Tournai et Mons (continue vers Quévy) 1/h en semaine
- L entre Mons et La Louvière-Sud : 1/h en semaine, 1/2h le week-end
- S62 entre La Louvière-Sud (démarre de Luttre en semaine et de Manage le week-end) et Charleroi-Sud : 1/h en semaine, 1/2h le week-end
- S61 entre Charleroi-Sud et Namur (continue jusqu'à Jambes en semaine) : 2/h en semaine, 1/2h le week-end
- L entre Namur et Liège : 1/h en semaine, 1/2h le week-end